# Tomi Karhunen
Tomi Karhunen (* 29. Oktober 1989 in Oulu) ist ein finnischer Eishockeytorwart, der seit Dezember 2023 erneut bei Oulun Kärpät aus der finnischen Liiga unter Vertrag steht.

## Karriere
Karhunen, der aus der Jugend von Jokipojat stammt, schloss sich als 17-Jähriger dem Nachwuchsbereich von Oulun Kärpät an. Beim CHL Import Draft 2007 wurde er in der ersten Runde als insgesamt 35. Spieler von Sarnia Sting ausgewählt und verbrachte daraufhin die folgende Spielzeit bei dem Team aus der Ontario Hockey League. 2008 kehrte er nach Finnland zurück und spielte ein Jahr in der Nachwuchsabteilung von KalPa Kuopio, bevor er sich wieder Oulun Kärpät anschloss. Er debütierte während der Saison 2010/11 für Oulun Kärpät in der SM-liiga, der höchsten Spielklasse Finnlands. Nach der Saison 2011/12 wechselte er auf Leihbasis zum HC Slovan Bratislava, mit dem er 2012 die slowakische Meisterschaft gewann. 2014 und 2015 wurde er finnischer Meister mit Oulun Kärpät. Im Sommer 2015 wechselte er innerhalb der Liiga zu Tampereen Tappara. Dort gewann er die dritte finnische Meisterschaft in Folge.
Im Juli 2016 wechselte er in die Kontinentale Hockey-Liga zum neu gegründeten KHL-Team Kunlun Red Star. Dort sah er sich der Konkurrenz des schwedischen Nationaltorwarts Magnus Hellberg gegenüber. Wegen fehlender Einsatzzeiten wechselte er für den Rest der Saison 2017/18 innerhalb der KHL zum HK Witjas.
Zur Saison 2021/22 wurde er von den Straubing Tigers aus der Deutschen Eishockey Liga verpflichtet und verließ den Klub im Februar 2022. Wenige Tage später wurde er vom EC VSV aus der ICE Hockey League unter Vertrag genommen und absolvierte bis Saisonende 13 Spiele für den österreichischen Klub.
Im Oktober 2022 kehrte er nach Finnland zurück und schloss sich dem Helsingfors IFK an, für den der Torwart jedoch lediglich ein Ligaspiel bestritt und bereits im folgenden Monat nach Schweden zu Brynäs IF wechselte. Dort kam Karhunen zu sechs Einsätzen in der Svenska Hockeyligan, konnte aber mit einer Fangquote von 82,6 Prozent nicht überzeugen. Im Februar 2023 folgte die Rückkehr in die Schweiz zum SC Bern. Zur Saison 2023/24 kehrte er in seine finnische Heimat zu Helsingfors IFK zurück. Schon im Dezember 2023 wechselte er (zunächst auf Leihbasis und ab Januar 2024 fest) zu Oulun Kärpät.

## Erfolge und Auszeichnungen
- 2010 Meister der Nuorten SM-liiga mit Kärpät
- 2012 Slowakischer Meister mit dem HC Slovan Bratislava
- 2014 Finnischer Meister mit Kärpät
- 2014 Bester Gegentorschnitt (1,22) und Fangquote (95,2 %) der Liiga-Playoffs
- 2015 Finnischer Meister mit Kärpät
- 2016 Finnischer Meister mit Tappara
- 2016 Beste Fangquote (93,6 %) der Liiga-Playoffs
- 2021 Schweizer-Cup-Sieger mit dem SC Bern

## Karrierestatistik
(Legende zur Torhüterstatistik: GP oder Sp = Spiele insgesamt; W oder S = Siege; L oder N = Niederlagen; T oder U oder OT = Unentschieden oder Overtime- bzw. Shootout-Niederlage; Min. = Minuten; SOG oder SaT = Schüsse aufs Tor; GA oder GT = Gegentore; SO = Shutouts; GAA oder GTS = Gegentorschnitt; Sv% oder SVS% = Fangquote; EN = Empty Net Goal; 1 Play-downs/Relegation; Kursiv: Statistik nicht vollständig)